# Dariusz Rogut
Dariusz Mariusz Rogut (ur. 2 sierpnia 1972 w Łasku) – polski historyk, doktor habilitowany nauk humanistycznych, w latach 2017–2023 dyrektor oddziału IPN w Łodzi, radny sejmiku województwa łódzkiego, od 1 czerwca 2023 do 2 lutego 2024 rektor Akademii Piotrkowskiej.

## Życiorys
W 1991 ukończył Liceum Ogólnokształcące w Zelowie, następnie do 1996 studiował historię nauczycielską na Uniwersytecie Łódzkim. W 2001 na UŁ uzyskał stopień doktora nauk za pracę Obozy sowieckie dla internowanych Polaków z Wileńszczyzny (1945–1949). Od 2000 pracował jako asystent, a następnie adiunkt w Instytucie Historii Akademii Humanistyczno-Przyrodniczej w Kielcach (filia w Piotrkowie Trybunalskim), gdzie zatrudniony był do 2018. W tym samym roku został adiunktem w Akademii Sztuki Wojennej. W 2019 habilitował się na Uniwersytecie Zielonogórskim, za pracę Mechanizmy sowieckich represji. Żołnierze Armii Krajowej w obozie NKWD nr 270 w Borowiczach (1944–1946) – studium przypadku. Od 1 czerwca 2023 do 2 lutego 2024 rektor nowo utworzonej Akademii Piotrkowskiej (powstałej z przekształcenia Filii w Piotrkowie Trybunalskim Uniwersytetu Jana Kochanowskiego).
W latach 2015–2016 był dyrektorem Muzeum Regionalnego w Bełchatowie, a następnie od 2017 dyrektorem Instytutu Pamięci Narodowej Oddział w Łodzi. Od 2014 pełnił mandat radnego powiatu bełchatowskiego z ramienia Prawa i Sprawiedliwości, od 2017 był wiceprzewodniczącym Rady Powiatu oraz członkiem Komisji infrastruktury i porządku publicznego, a także Komisji gospodarki rolnej i ochrony środowiska. W 2018 został radnym sejmiku województwa łódzkiego z ramienia PiS. Był przewodniczącym Komisji Nauki, Kultury i Sportu, a także członkiem Komisji Skarg, Wniosków i Petycji oraz Komisji Rewizyjnej. W 2023 bez powodzenia kandydował do Sejmu. W 2024 uzyskał reelekcję do sejmiku, gdzie ponownie zasiadł w Komisji Nauki, Kultury i Sportu, a ponadto w Komisji Rewizyjnej.
Jego zainteresowania naukowe koncentrują się na represjach wobec Polaków oraz na historii regionalnej Ziemi Łódzkiej, szczególnie związanej z okresem stalinizmu. Jest członkiem zwyczajnym Światowego Związku Żołnierzy Armii Krajowej oraz Instytutu Józefa Piłsudskiego, Polskiego Towarzystwa Historycznego, Klubu Historycznego im. gen. Stefana Roweckiego „Grota” w Piotrkowie Trybunalskim, Klubu Kibica Skry Bełchatów oraz prezesem Klubu Historycznego im. Armii Krajowej w Zelowie.

## Odznaczenia
- Medal „Pro Memoria”,
- Medal „Pro Patria”,
- Medal „X–lecia IPN”,
- Brązowy Medal za Długoletnią Służbę,
- Krzyż Zasługi Armii Krajowej,
- Złoty Krzyż Konspiracyjnego Wojska Polskiego[2],
- Medal Stulecia Odzyskanej Niepodległości (2023)[12].